# Хан-Юнис (лагерь беженцев)
Хан-Юнис (араб. مخيم خان يونس‎) — лагерь беженцев из Палестины в одноимённой провинции на юге сектора Газа, к северу от города Хан-Юнис и в двух километрах к востоку от Средиземного моря. По оценке БАПОР, в лагере в 2010 году жили примерно 72 000 беженцев. По переписи 2017 года, проведённой Палестинским центральным бюро статистики, население лагеря составляло 41 182 человека.
Лагерь беженцев в Хан-Юнисе был основан после арабо-израильской войны 1948 года, став местом жительства примерно 35 тысяч палестинских беженцев, которые бежали или были изгнаны из своих домов израильскими силами. 3 ноября 1956 года лагерь беженцев и близлежащий город были оккупированы Армией обороны Израиля. В ходе операции, ставшей известной как резня в Хан-Юнисе, израильскими силами были убиты около 275 палестинцев, включая 140 беженцев в лагере. Жители лагеря утверждают, что большинство убийств произошли без оснований в ходе поиска армией подозреваемых вооружённых мужчин. Израиль утверждает, что убийства были результатом сопротивления жителей лагеря.
Согласно БАПОР, многие жители лагеря потеряли свои жилища в ходе операций израильской армии. БАПОР начала реконструировать их в начале 2000-х, но работа была приостановлена из-за блокады Израилем сектора Газа после захвата власти в секторе ХАМАС. По оценке БАПОР, в лагере требуется постройка как минимум 10 тысяч домов.